# Solna kyrkby
Solna kyrkby är området kring Solna kyrka beläget i stadsdelen Haga i den södra delen av Solna kommun nära gränsen mot Stockholms kommun. Området avgränsas i väster av Solnavägen och i öster och norr av Norra begravningsplatsen och Karolinska sjukhuset. 
Kring Solna kyrka med rötter från 1100-talet finns en kulturhistoriskt mycket värdefull kyrkomiljö med bland annat en prästgård från 1720-talet.

## Historia
Det har troligen funnits äldre bebyggelse på platsen, norr om den nuvarande prästgården. På 1920-talet undersöktes tre gravar på ett forntida gravfält och det gjordes fynd från vikingatiden. På 1180-talet byggdes Solna kyrka. När kyrkan byggdes var Solna socken betydligt större än dagens församling, och omfattade vad som idag är centrala Stockholm liksom halva Lidingö och Sickla i Nacka. En ordning som bestod till 1529 då Gustav Vasa gjorde Storkyrkan till huvudkyrka. På 1720-talet uppfördes prästgården och kaplansbostaden som är bevarade. Falkenerarbostället tillkom 1726.
Kyrkan omgavs ursprungligen av en mindre kyrkogård men i takt med att antalet boende i församlingen ökade under 1800-talet har den från 1860-talet och framåt byggts ut. PÅ 1920-talet planerades den östra delen, och 1938-40 uppfördes stenmuren mot Solna kyrkväg som AK-arbete. På kyrkogården finns flera kända personer begravda, bland annat diktarna Carl Jonas Love Almquist, C.V.A. Strandberg och Carl Snoilsky.

## Bebyggelse
Solnavägen som förbinder Stockholms innerstad med Råsunda invigdes 1942 och i samband med det lät församlingen stycka upp de igenvuxna åkrarna närmast vägen för bostadsbebyggelse. Området kom att bebyggas med danskinspirerade villa- och radhuslängor ritade av Dag Ribbing. Tomterna uppläts med tomträtt, vilket innebär att församlingen fortfarande äger marken (se Solna kyrkvägs radhusområde). Den nuvarande bebyggelsen spänner över nio sekler, från 1100-talet till 1940-talet.

### Solna kyrka

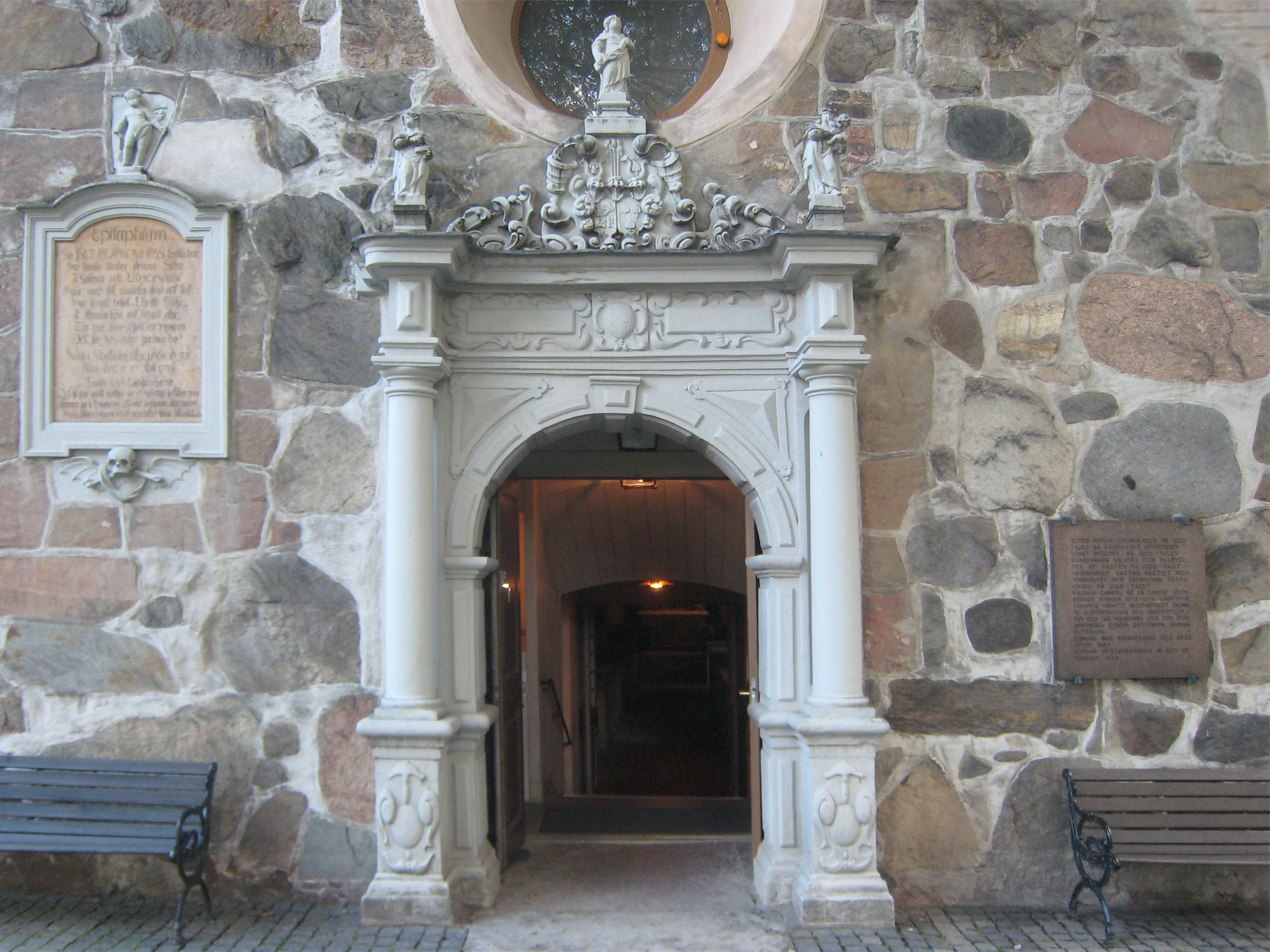
Västportalen till Solna kyrka.

Solna kyrka uppfördes på 1180-talet som en rundkyrka, en kyrktyp som var vanlig i södra Skandinavien och Tyskland men som det bara finns två ytterligare exempel på i Mälardalen, Bromma och Munsö kyrkor. Kyrkorummet fanns i den nedersta våningen i rundkyrkan, medan en trappa ledde upp till de två övre planen som fungerade som skydd för människor och gods vid händelse av ett anfall. På 1200-talet tillkom ett kor och på 1300-talet ett långhus som utvidgades på 1400-talet då även ett vapenhus och en ny sakristia tillkom.
På 1670-talet skänkte Magnus Gabriel De la Gardie som residerade på Karlbergs slott medel samt inventarier till kyrkan. Han skänkte bland annat den huggna västportalen, altaruppsats och predikstol samt bekostade en ny tornhuv. Tornet förstördes vid ett blixtnedslag 1723 men reparerades genom Ulrika Eleonoras försorg. Under 1700-talet tillkom också två nya gravkor. Tre fristående gravkor tillkom på 1800-talet och 1962 invigdes S:t Martins kapell invid kyrkan. Det nya begravningskapellet ritades av Carl-Ivar Ringmar.

### Prästgården

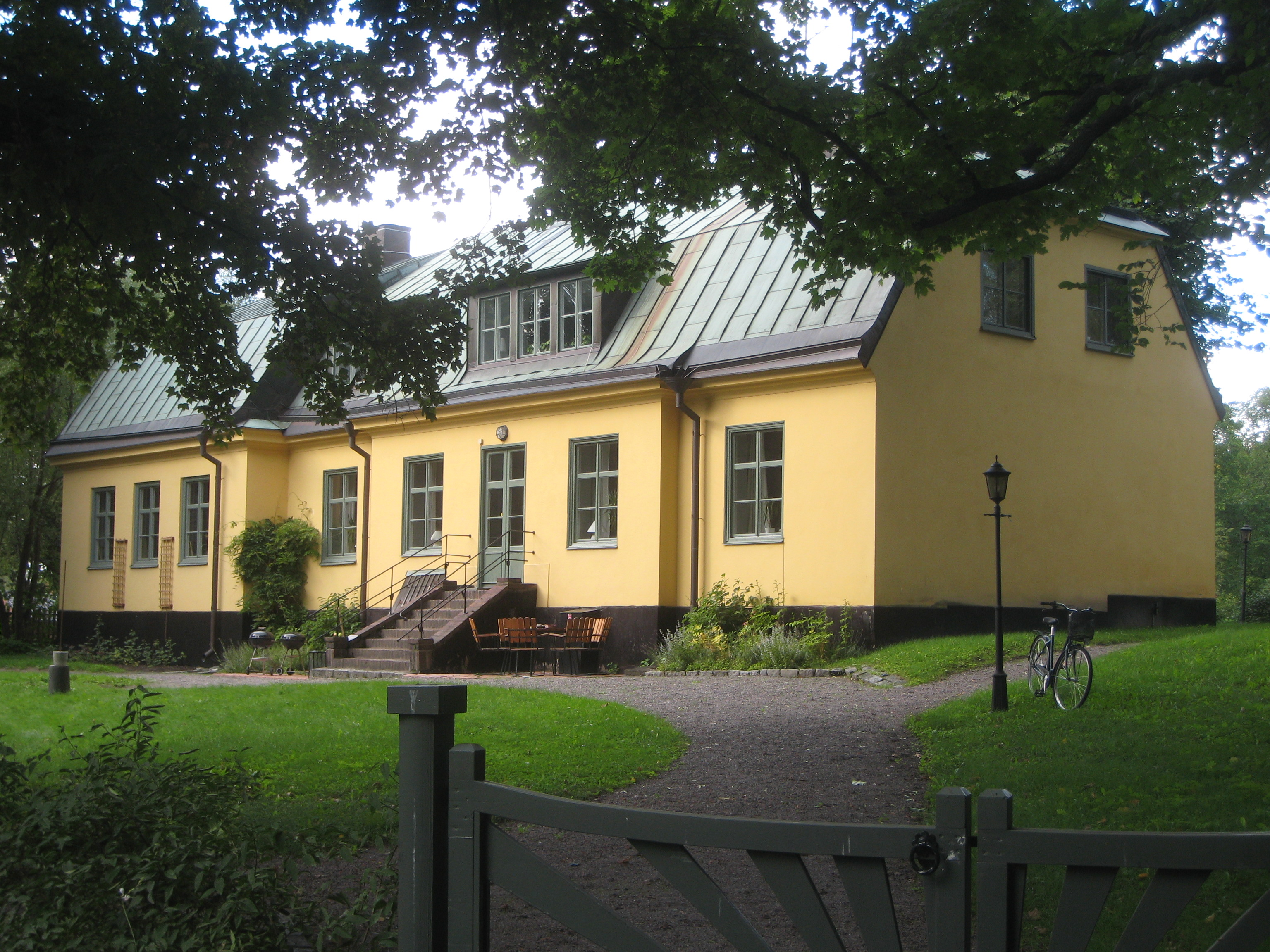
Prästgården.

Prästgårdens äldsta del är från 1726 och den bekostades av Ulrika Eleonora, syster till Karl XII. En tillbyggnad skedde sannolikt i början av 1800-talet. Byggnaden är en stenbyggnad i en våning, med ett valmat mansardtak av plåt. Fasaden har en gul puts. Till gården hör en timrad flygelbyggnad som också är från 1700-talet och som ursprungligen innehöll kök och brygghus. I trädgården finns en staty av psalmdiktaren och ärkebiskopen J O Wallin som var kyrkoherde i Solna 1809–12.

### Kaplansgården

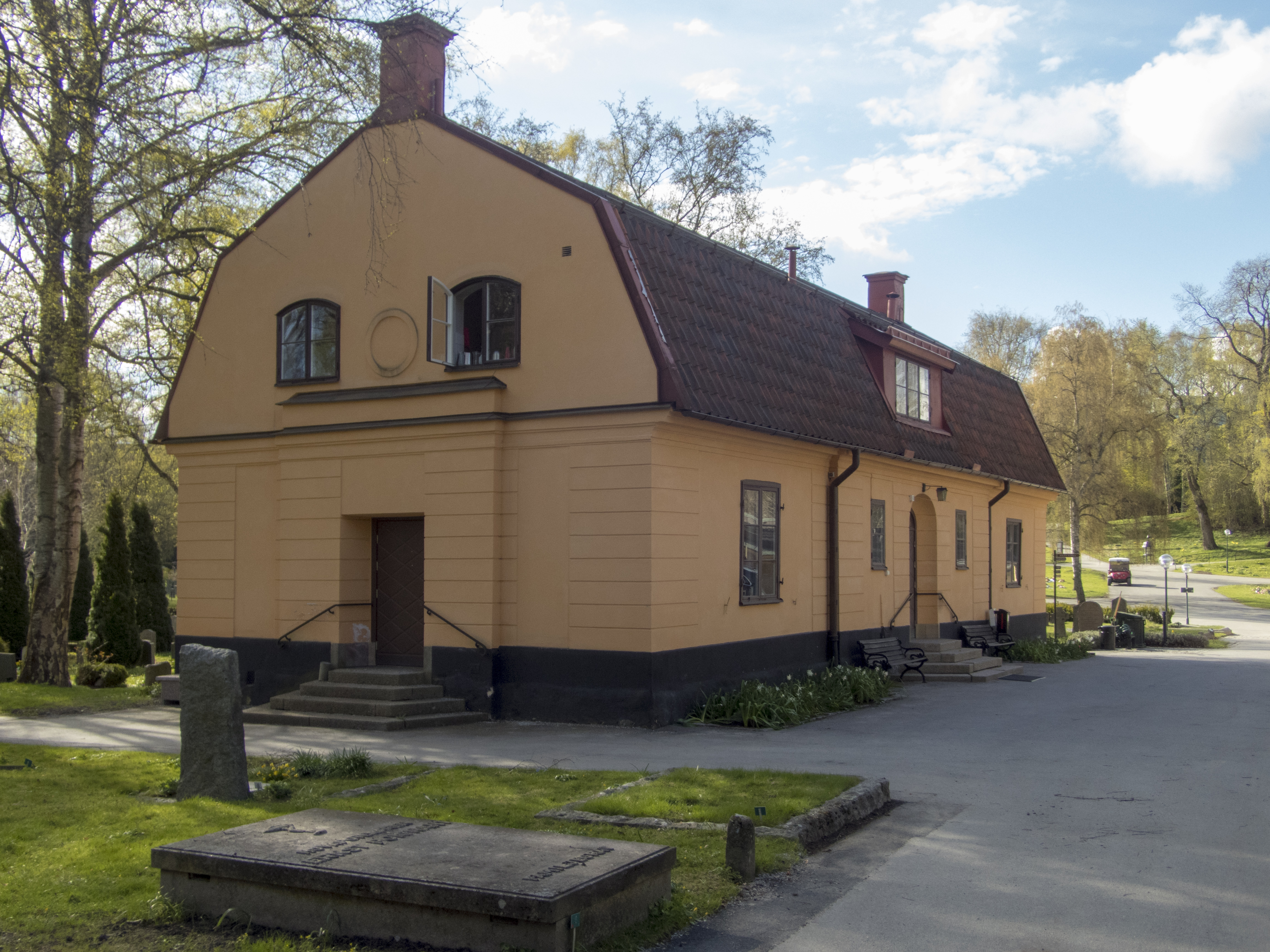
Kaplansgården.

Öster om kyrkan ligger Kaplansbostället som uppfördes 1726 och som efter utvidgningen av kyrkogården ligger inom den. Huset är uppfört i tegel med en fasad av rusticerad ljusgul slätputs. I början av 1900-talet tillkom en vindsvåning under ett brutet tak som ersatte det gamla sadeltaket. Idag är byggnaden moderniserad invändigt och rymmer bostad åt kyrkogårdens föreståndare och kontorslokaler åt kyrkogårdsförvaltningen.

### Falkenerarbostället
Falkenerarbostället var under 150 år de kungliga falkenerarnas hem. Huset uppfördes ursprungligen 1726 och lydde under Karlbergs slott. Det byggdes som bostad för Christian Freundt som var Fredrik I:s jägare och falkenerare. Freundt ersattes av holländaren  Michael von Hamm vars sonson och sonsonson ärvde ämbetet som kungliga falkenerare och överjägmästare. Den sista von Hamm dog på bostället 1867.
Solna församling förvärvade Falkenerarbostället år 1897 och under åren 1937-1967 huserade Solna Hembygdsmuseum i fastigheten.  Därefter uthyrdes Falkenerarbostället som bostad och såldes 1997 av Solna församling till privat ägo.
Bostället är uppfört i timmer med en faluröd fasad och har ett tvådelat sadeltak. Byggnaden har en sexdelad plan vilket är typiskt för högreståndsbyggnader från 1700-talet. Falkenerarbostället är mycket välbevarat och klassad som byggnad med synnerligen högt kulturhistoriskt värde.

### Sankt Martinsgården och Edit Ekmans plats

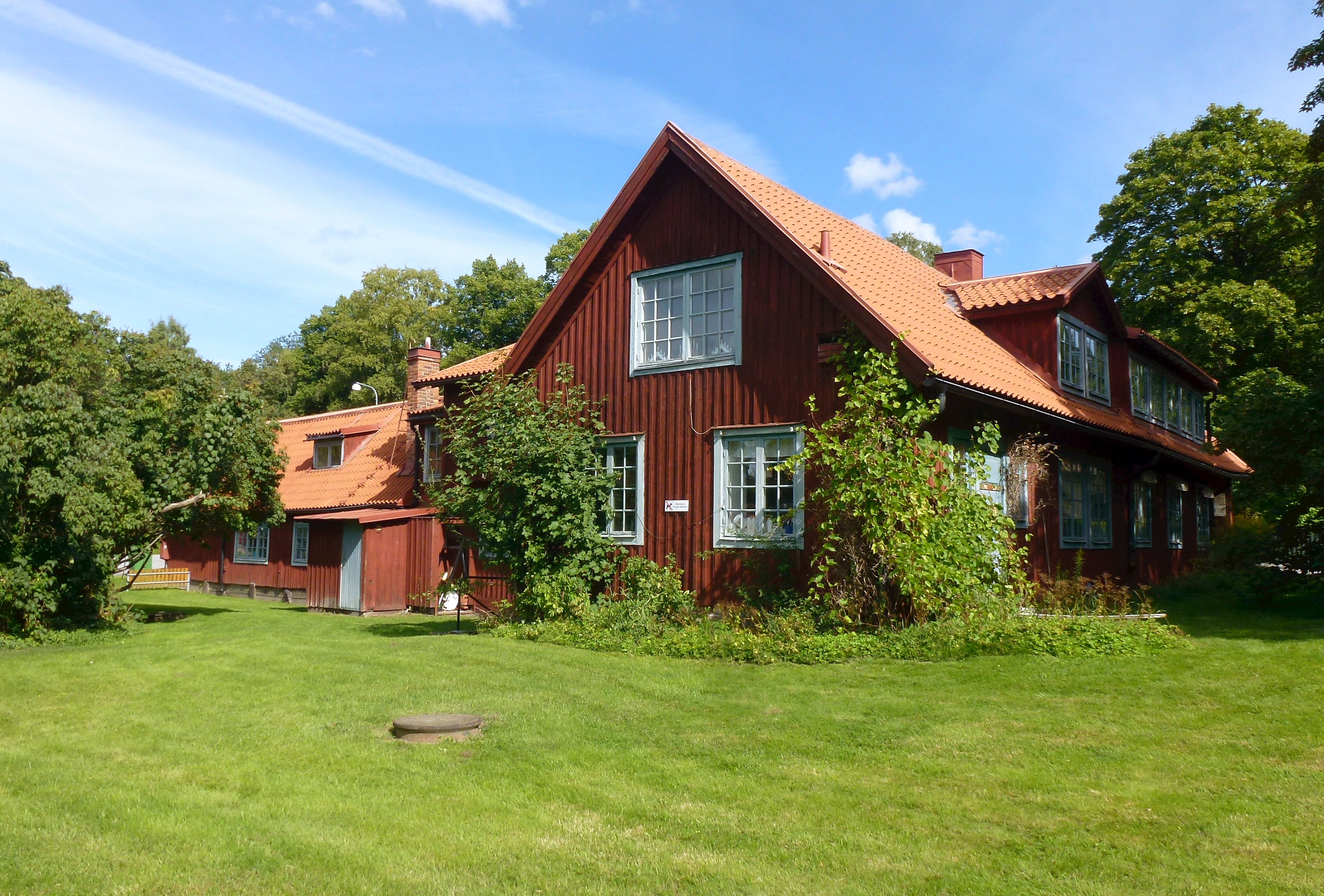
Sankt Martinsgården, "Stallet".

Sankt Martinsgården, även kallad Sankt Martins stall, uppfördes 1813 som prästgårdsstall och blev senare kyrkstall. Byggnaden uppfördes på initiativ av den avflyttade kyrkoherden J O Wallin. Byggnaden fick sitt nuvarande utseende på 1930-talet då det byggdes ihop  med en annan uthusbyggnad och kompletterades med ett nybyggt hus. Arbetet med att bygga om det gamla stallet leddes av prostinnan Edit Ekman som tillsammans med några andra kvinnor hade bildat föreningen S:t Martin. Namnet var inspirerat av att statyn av Solnas skyddshelgon S:t Martin efter 100 års frånvaro hade återförts till kyrkan.
Ekmans verksamhet inleddes 1930 med en systuga och klädcentral med syfte att sy kläder till fattiga barn. Under krisåren på 1930-talet växte den sociala verksamheten snabbt och det gamla kyrkstallet uppläts till verksamheten och renoverades och byggdes om genom frivilligt arbete. Mot slutet av 1930-talet skapades även två yrkesskolor för ungdomar på gården. Verksamheten kommunaliserades 1946 och flyttades tio år senare till modernare lokaler vid Solna station. För att hedra hennes minne döpte Solna kyrkoråd 2016 grönområdet mellan Sankt Martinsgårdens stall och lada till Edit Ekmans plats.

### Centralskolan
Centralskolan är den äldsta bevarade skolbyggnaden i Solna och uppfördes 1870 efter ritningar av arkitekt Axel Kumlien. Den ersatte Solnas första egna skola som hade uppförts 1833 men rivits för att ge plats åt Norra begravningsplatsen. Byggnaden är en slätputsad tegelbyggnad i två plan. Vid sekelskiftet 1900 byggdes en ny centralskola bredvid. Bägge byggnaderna är idag kontoriserade. Norr om skolorna finns sedan 1930-talet ett industriområde. Den nordvästra spetsen av Norra begravningsplatsen skiljer området från resten av kyrkbyn.

### Villorna och huslängorna

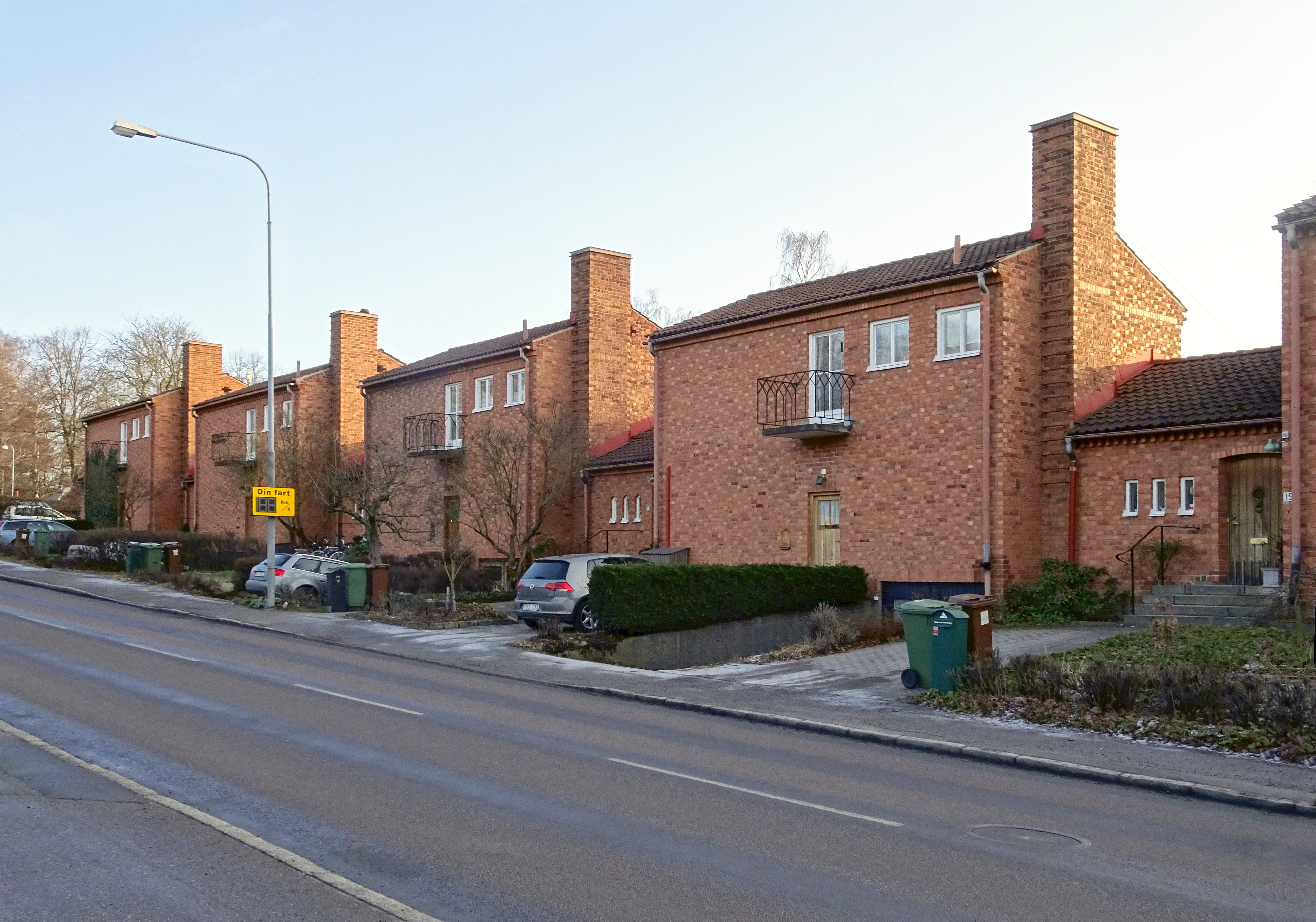
Solna kyrkvägs radhusområde, 2020.

Under perioden 1943–1950 byggdes radhus- och villalängor i området närmast Solnavägen. Byggnaderna utformades av Dag Ribbing på Kooperativa Förbundets arkitektkontor och uppfördes i tegel. Området har beskrivits som ett för svenska förhållanden unikt exempel på en osedvanligt konsekvent utförd tegelarkitektur med noggrant utformade detaljer och proportioner. Det finns också några fristående villor i området, bland annat Villa Gordh ritad 1951 för läkaren Torsten Gordh av arkitekt Hans Åkerblad med en trädgård planerad av Walter Bauer.

## Kulturhistorisk klassning
Området kring Solna kyrka utgör ett riksintresseområde för kulturmiljövården. Miljön beskrivs som en karaktäristisk kyrkomiljö med en kontinuitet från 1100-talet och framåt. Vid Riksantikvarieämbetets inventering klassificerades Solna prästgård, Falkenerarbostället och S:t Martins stall som byggnadsminnesvärda. Också huslängorna från 1940-talet anses ha ett högt kulturhistoriskt och arkitektoniskt värde.